# Nadia Roque
Nadia Roque (1970-Salvador, Bahía, 10 de octubre de 2024) fue una botánica, curadora, y profesora brasileña, que desarrolló, desde 1987, actividades académicas y científicas en el Instituto de Biología, Universidad Federal de Bahía.

## Biografía
En 1991, obtuvo la licenciatura en Ciencias Biológicas por la Universidad Estatal Paulista, y tanto en 1995 con la maestría defendiendo la tesis Flora da Serra do Cipó, Minas Gerais: As tribos Barnadesieae e Mutisieae (Compositae), y en 1998 el doctorado en Ciencias Biológicas (botánica) los hizo por la Universidad de São Paulo. Actualmente es profesora asociada II de la Universidad Federal de Bahía; y, es investigadora Senior, desde noviembre de 2012 de la Smithsonian Institution, en Washington (EE. UU.) Desarrolla investigaciones académicas en el área de Sistemática de Plantas, con foco principal en la familia Asteraceae. Es supervisora de estudiantes de postgrado, maestría y foctorado en sistemática y florística de angiospermas junto a Programas de Posgrado en Ingeniería (UEFS) y Diversidad Vegetal (UNEB), y las asociaciones en las áreas de Ecología de la Polinización. Entre las actividades académicas, es curadora del herbario ALCB y participa como Comité Local PIBIC (UFBA).
Desde 2010, también es profesora en la Universidad Federal de Uberlândia.

## Algunas publicaciones
- OGASAWARA, H. A. ; ROQUE, NADIA. 2015. Flora of Bahia: Asteraceae - Subtribe Vernoniinae. Sitientibus serie Ciencias Biológicas (SCB) 15: 1-24

- ALVES, M. ; SANTANA, F. A. ; ROQUE, N. 2015. New records of thirteen Asteraceae from state of Bahia, Brazil. Check List (São Paulo online) 11: 1524-1528

- FUNK, V. A. G. SANCHO; ROQUE, N; KELLOFF, C.; VENTOSA-RODRÍGUES, I.; DIAZ GRANADOS, M.; Bonifacino, J. M.; CHAN, R. (en prensa). 2015. A Phylogeny of the Gochnatieae: Understanding a critically placed tribe in the Compositae. Taxon

- ROQUE, N. ; BAUTISTA, H. P. 2014. A New Species for a Monotypic Genus: Anteremanthus (Asteraceae: Vernonieae). Systematic Botany 39: 656-661

- ROQUE, N. ; PIRANI, J. R. 2014. Taxonomic Revision of Richterago (Asteraceae, Gochnatieae). Systematic Botany 39: 997-1026

- VIEIRA, T. L. ; BARROS, F. ; ROQUE, N. 2014. Orchidaceae no município de Jacobina, Estado da Bahia, Brasil. Hoehnea (São Paulo) 41: 469-482

- FUNK, V. A. ; SANCHO, G. ; ROQUE, N. ; KELLOFF, C. L. ; VENTOSA-RODRIGUEZ, I. ; DIAZGRANADOS, M. ; BONIFACINO, J. M. ; CHAN, R. 2014. A Phylogeny of the Gochnatieae: Understanding a critically placed tribe in the Compositae. Taxon 63: 859-882

- MOURA, L. ; ROQUE, N. 2014. Asteraceae do município de Jacobina, Chapada Diamantina, Bahia. Hoehnea (São Paulo) 41: 573-587

- ROQUE, N. ; FUNK, VICKI A. 2013. Morphological characters add support for some members of the basal grade of Asteraceae. Botanical Journal of the Linnean Society 171: 568-586

- TELLERÍA, MARÍA C. ; SANCHO, GISELA ; FUNK, VICKY A. ; VENTOSA, IRALYS ; ROQUE, NÁDIA. 2013. Pollen morphology and its taxonomic significance in the tribe Gochnatieae (Compositae, Gochnatioideae). Plant Systematics and Evolution 299: 935-948

- SOUSA, J. H. ; ROQUE, N. ; BLANDINA F. V. ; GALETTO, L. ; KEVAN, P. 2013. The pollination biology of Pseudostifftia kingii H.Rob. (Asteraceae), a rare endemic Brazilian species with uniflorous capitula. Brazilian Journal of Botany 1: 1-8

- SANCHO, G. ; FUNK, V. A. ; ROQUE, N. 2013. Moquiniastrum (Gochnatieae, Asteraceae): disentangling the paraphyletic Gochnatia. Phytotaxa (online) 147: 26-34

- PATARO, LUCIANO ; ROMERO, ROSANA ; ROQUE, NÁDIA. 2013. Four new species of Microlicia (Melastomataceae) from Chapada Diamantina, Bahia, Brazil. Kew Bulletin 68: 285-293

- QUARESMA, ALINE SILVA ; NAKAJIMA, JIMI NAOKI ; ROQUE, NÁDIA. 2013. Stevia grazielae (Asteraceae: Eupatorieae: Ageratinae): a new species from the Cadeia do Espinhaço, Minas Gerais, Brazil. Kew Bulletin (online) 68: 1-4

- ROQUE, N. ; BAUTISTA, H. P. ; COSTA da MOTA, A. 2012. Taxonomic Revision of Trichogonia (Eupatorieae, Asteraceae): a South American Genus. Systematic Botany 37: 525-553 resumen en línea

- ROQUE, N. ; BAUTISTA, H. P. 2007. Nota Científica - Redescoberta de Scherya bahiensis R.M.King & H.Rob. (Compositae) na Chapada Diamantina, Bahia, Brasil. Boletim de Botânica (USP) 25: 149-151

- CHARBEL NIÑO EL-HANI ; ROQUE, N. ; ROCHA, P. L. B. 2011. Livros didáticos de Biologia do Ensino Médio: Resultados do PNLEM/2007. Educação em Revista (UFMG impreso) 27: 211-240

- ROQUE, N. ; CARVALHO, V. C. 2011. Estudos taxonômicos do gênero Calea L. (Asteraceae, Neurolaeneae) no estado da Bahia, Brasil. Rodriguésia (impreso) 62: 547-561

- FUNK, V.A. ; ROQUE, N. 2011. The monotypic Andean genus Fulcaldea (Compositae, Barnadesioideae) gains a new species from northeastern Brazil. Taxon 60: 1095-1103

- ROQUE, N. ; RAMELLA, L. ; PERRET, P. 2011. Tipificaciones en el género Trichogonia (DC.) Gardner (Compositae Eupatorieae) de la Flora del Paraguay. Candollea (Ginebra) 66: 221-222

- MAGENTA, M. ; SEMIR, J. ; Heiden, G. ; TELES, A. ; BURITI, F. S. ; NAKAJIMA, J. N. ; PIRANI, J. R. ; MONGE, M. ; RITTER, M. R. ; ROQUE, NÁDIA ; ESTEVES, R. ; ESTEVES, V. G. ; BORGES, R. ; BIANCHINI, R. S. 2011. Checklist das Spermatophyta do Estado de São Paulo, Brasil: Asteraceae. Biota Neotropica (edición en portugués, online) 11: 212-228

- SILVA, F. O. ; KEVAN, S. D. ; ROQUE, N. ; VIANA, B. F. ; KEVAN, P. G. 2010. Records on floral biology and visitors of Jacquemontia montana (Moric.) Meisn. (Convolvulaceae) in Mucugê, Bahia. Brazilian Journal of Biology (impreso) 70: 671-676

- WATANABE, M. T. C. ; ROQUE, N. ; RAPINI, A. 2009. Apocynaceae s.str. no Parque Municipal de Mucugê, Bahia, Brasil, incluindo a publicação válida de dois nomes em Mandevilla Lindl. Iheringia Série Botânica 64: 63-76

- ROQUE, N. ; CONCEIÇÃO, A. A. ; ROBINSON, H. 2009. A New Species of Catolesia (Asteraceae, Eupatorieae) from Bahia, Brazil. Novon (Saint Louis, Mo.) 19: 507-510

- SÁTIRO, L. N. ; ROQUE, N. 2008. A família Euphorbiaceae nas caatingas arenosas do médio rio São Francisco, BA, Brasil. Acta Botanica Brasílica (impreso) 22: 99-118

- ROQUE, N. ; FERREIRA, S. C. ; ROBINSON, H. 2008. A new species of Lasiolaena (Asteraceae: Eupatorieae: Gyptidinae) from Bahia, Brazil. Botanical Research Institute of Texas. Journal 2: 811-815

- ROQUE, N. ; GONSALVES, J. M. ; DEMATTEIS, MASSIMILIANO. 2008. A new species of the Brazilian genus (Asteraceae, Vernonieae) from Bahia. Botanical Journal of the Linnean Society 157: 587-590

### Libros
- ROQUE, N. ; BAUTISTA, H. P. 2008. Asteraceae - caracterização e morfologia floral Archivado el 22 de septiembre de 2020 en Wayback Machine.. Salvador: EDUFBA. 70 pp. ISBN 852320539X ISBN 9788523205393

#### Capítulos
- Ortiz, s.; Bonifacino, j.m.; jorge v. Crisci, vicki a. Funk, hans v. Hansen, liliana Katinas, nadia Roque, gisela Sancho, alfonso Susanna, maría cristina Tellería. 2009. Basal Clades of the Compositae: An introduction to the fate of Mutisieae (sensu Cabrera) and Carduoideae, pp. 197-218, en Funk, V.A., A. Susanna, T. F. Stuessy, R. J. Bayer (eds.) Systematics, evolution, and biogeography of the Compositae, eds. Viena, Austria

- TELES, A. M. ; LOEUILLE, B. ; HATTORI, E. K. ; HEIDEN, G. ; BAUTISTA, H. P. ; GROKOVISKI, L. ; RITTER, M. ; SAAVEDRA, M. ; ROQUE, N. ; SOARES, P. N. ; BORGES, R. A. X. ; LIRO, R. M. 2009. Asteraceae. En: Stehmann, J.R.; Forzza, R.C.; Salino, A.;Sobral, M.; Costa, D.P.; Kamino, L.H.Y. (orgs.) Plantas da Floresta Atlântica. Rio de Janeiro: Jardim Botânico do Rio de Janeiro, p. 150-173

- ROQUE, N. ; KEIL, D. ; SUSANNA, A. 2009. Illustrated Glossary of Compositae - Appendix A. En FUNK, V.A., A. SUSANNA, T. STUESSY & R.J. BAYER (orgs.) Systematics, Evolution, and Biogeography of the Compositae. Viena: IAPT, p. 781-806

- ARAUJO, E. F. ; ROQUE, N. 2005. Taxonomia dos Citros. En Dirceu Mattos Junior, José Dagoberto de Negri, Rose Mary Pio e Jorgino Pompeu Junior (orgs.) Citros. Cordeirópolis: Centro APTA Citros Sylvio Moreira - IAC, cap. 6, p. 125-145

### Catálogos
- FERREIRA, S. C. ; ROQUE, N. ; MENINI NETO, L. 2010. A Subtribo Gyptidinae (Asteraceae: Eupatorieae) no Brasil. ASTERACEAE do BRASIL. Chicago: The Field Museum

- ROCHA, P. L. B. ; ROQUE, N. ; HANI, C. N. E. ; et al. 2006. Guia do Livro Didático do Ensino Médio - Biologia. Brasília Ministério da Educação

## Honores

### Revisora de periódicos
- 2006 - 2008. Periódico: Acta Botanica Brasilica
- 2006 - 2006. Periódico: Lundiana
- 2005 - 2005. Periódico: Systematic Botany
- 2001 - 2001. Periódico: Revista Brasileira de Botânica
- 2001 - 2001. Periódico: Sitientibus. Série Ciências Biológicas
- 2007 - 2007. Periódico: Rodriguesia
- 2008 - 2008. Periódico: Iheringia. Série Botânica
- 2012 - 2012. Periódico: Phytokeys
- 2012 - 2012. Periódico: Flora (Jena)
- 2013 - 2013. Periódico: Plant Systematics and Evolution
- 2014 - 2014. Periódico: Iheringia. Série Botânica
- 2015 - 2015. Periódico: Acta Amazónica (impreso)
- 2014 - 2014. Periódico: Rodriguésia (impreso)

### Revisora de Proyectos de fomento
- 2006 - 2007, 2013. Proyecto: Fundação de Amparo à Pesquisa do Estado da Bahia
- 2012 - 2012. Proyecto: Pró-Reitoria de Ações Afirmativas e Assistência Estudantil
- 2012 - 2012. Proyecto: Universidade Federal da Bahia

### Premios
- 2012: mención honrosa en concurso del Premio Verde, Sociedad Botánica de Brasil
- 2005: turma 2004.1 del curso de Ciencias Biológicas, Universidad Estadual de Feira de Santana

### Membresías
- 2000-2005:
- Sociedad Botánica de Brasil[6]